# Comuna Mănăstirea Cașin, Bacău
Mănăstirea Cașin (în maghiară Kászonmonostor) este o comună în județul Bacău, Moldova, România, formată din satele Lupești, Mănăstirea Cașin (reședința), Pârvulești și Scutaru.

## Demografie
Componența etnică a comunei Mănăstirea Cașin
     Români (93,52%)
     Alte etnii (0,22%)
     Necunoscută (6,26%)
Componența confesională a comunei Mănăstirea Cașin
     Ortodocși (92,42%)
     Alte religii (1,22%)
     Necunoscută (6,36%)
Conform recensământului efectuat în 2021, populația comunei Mănăstirea Cașin se ridică la 4.922 de locuitori, în creștere față de recensământul anterior din 2011, când fuseseră înregistrați 4.730 de locuitori. Majoritatea locuitorilor sunt români (93,52%), iar pentru 6,26% nu se cunoaște apartenența etnică. Din punct de vedere confesional, majoritatea locuitorilor sunt ortodocși (92,42%), iar pentru 6,36% nu se cunoaște apartenența confesională.

## Politică și administrație
Comuna Mănăstirea Cașin este administrată de un primar și un consiliu local compus din 15 consilieri. Primarul, George-Adrian Bucur[*], de la Partidul Social Democrat, este în funcție din 1 noiembrie 2024. Începând cu alegerile locale din 2024, consiliul local are următoarea componență pe partide politice:
|  | Partid                    | Consilieri | Componența Consiliului | Componența Consiliului | Componența Consiliului | Componența Consiliului | Componența Consiliului | Componența Consiliului | Componența Consiliului | Componența Consiliului |
|  | ------------------------- | ---------- | ---------------------- | ---------------------- | ---------------------- | ---------------------- | ---------------------- | ---------------------- | ---------------------- | ---------------------- |
|  | Partidul Social Democrat  | 8          |                        |                        |                        |                        |                        |                        |                        |                        |
|  | Partidul Național Liberal | 7          |                        |                        |                        |                        |                        |                        |                        |                        |

## Istorie
La sfârșitul secolului al XIX-lea, comuna făcea parte din plasa Trotuș a județului Bacău și era formată din satele Dezrobiți, Mănăstirea Cașin, Suseni și Lupeni, având în total 2509 locuitori. În comună funcționau o școală mixtă cu 29 de elevi înființată în 1865, o fabrică de petrol și o biserică (fosta biserică a mănăstirii Cașin), cel mai mare proprietar de terenuri fiind statul român. Anuarul Socec din 1925 o consemnează în aceeași plasă, având 3458 de locuitori în satele Mănăstirea Cașin, Ferăstrău, Haloș, Cârjău, Pârvulești și Suseni. Legea administrației din 1931 consemnează satele: Dezrobiții Mănăstirea Cașin, Ferăstrău, Haloș, Lupeștii Cârjeu, Pârvulești și Suseni.
În 1950, comuna a fost transferată raionului Târgu Ocna din regiunea Bacău. În 1968, comuna a revenit la județul Bacău, reînființat. Tot atunci, s-au desființat satele Ferăstrău și Haloș, comasate respectiv cu satele Mănăstirea Cașin și Pârvulești, iar satul Lupeștii Cârjeu a luat numele de Lupești.

## Monumente istorice
În comună se află fosta mănăstire Cașin, monument istoric de arhitectură de interes național, datând din 1656–1657. Ansamblul cuprinde biserica „Sfinții Voievozi” (1655–1657), ruinele casei domnești a lui Gheorghe Ștefan (secolul al XVII-lea), ruinele școlii domnești (secolul al XIX-lea), ruinele chiliilor și turnului-clopotniță (1657) și zidul de incintă (1657, refăcut în 1820–1830).